# Acontia leucotrigonides
Acontia leucotrigonides là một loài bướm đêm trong họ Noctuidae.